# Astacideus
Els astacideus (Astacidea) són un infraordre de crustacis decàpodes pleociemats que inclou els crancs de riu, els llamàntols i els escamarlans.
Són crustacis bentònics que tot i no nedar massa bé són capaços de fugir amb impulsos molt ràpids. Tenen el cos amb una certa compressió lateral però són més cilíndrics. Els tres primers parells de pereiopodis acaben en pinça.

## Sistemàtica
L'infraordre Astacidea inclou 771 espècies en 5 superfamílies i set famílies:
Superfamília Astacoidea Latreille, 1802 (crancs de riu)
- Família Astacidae Latreille, 1802
- Família Cambaridae H.H.Jr. Hobbs, 1942
- Família Cambaroididae Villalobos, 1955

Superfamília Enoplometopoidea de Saint Laurent, 1988
- Família Enoplometopidae de Saint Laurent, 1988

Superfamília Nephropoidea Dana, 1852 (llamàntols i escamarlans)
- Família Nephropidae Dana, 1852

Superfamília Parastacoidea Huxley, 1879 (crancs de riu)
- Família Parastacidae Huxley, 1879

Superfamília Stenochiroidea Beurlen, 1928
- Família Stenochiridae Beurlen, 1928

A la zona dels Països Catalans només es troben exemplars dels Astacoidea i els Nephropoidea.